# Laboratorios CBS
Los Laboratorios CBS (nombre original en inglés: CBS Laboratories o CBS Labs; posteriormente conocidos como CBS Technology Center o CTC) eran la organización de investigación y desarrollo de tecnología de la cadena de televisión CBS. Las innovaciones desarrolladas en los laboratorios incluyeron numerosas tecnologías de transmisión, industriales y de consumo revolucionarias. Se mantuvieron activos durante medio siglo, entre 1936 y 1986. 

## Historia
Los Laboratorios CBS se establecieron en 1936 en la ciudad de Nueva York para realizar investigaciones tecnológicas para su empresa matriz y para clientes externos. La División de los Laboratorios CBS (CLD) se mudó desde Madison Avenue en Nueva York a una nueva instalación en Stamford, Connecticut, en 1958.
Peter Goldmark se incorporó a los Laboratorios CBS en 1936. El 4 de septiembre de 1940, mientras trabajaba en el laboratorio, hizo una demostración del sistema Field-Sequential Color TV. Utilizaba una rueda de color mecánica tanto en la cámara como en el receptor doméstico de televisión, pero no era compatible con los televisores en blanco y negro NTSC de posguerra, de 525 líneas, 60 campos/segundo, ya que era un televisor de 405 líneas, con un sistema de escaneo de 144 campos. Fue el primer sistema de transmisión en color que recibió la aprobación de la FCC en 1950, y CBS Television Network comenzó a transmitir en color el 20 de noviembre de 1950. Sin embargo, ningún otro fabricante de televisores los produjo, y CBS dejó de transmitir en color secuencial el 21 de octubre de 1951.
El interés de Goldmark en la música grabada condujo al desarrollo del disco de vinilo de 33-1/3 rpm de larga duración (LP), que se convirtió en el estándar para incorporar obras grabadas múltiples o extensas en un solo disco de audio durante dos generaciones. El LP fue introducido al mercado por Columbia Records en 1948.
En 1959 se introdujo el controlador de ganancia de audio CBS Audimax I. Fue el primero de su tipo en la industria de la radiodifusión. En la década de 1960, se introdujo el limitador de picos CBS Volumax Audio FM, también el primero de su tipo en la industria de la radiodifusión. La grabación de video electrónica se anunció en 1967. En 1966, se había inventado el CBS Vidifont. Fue el primer generador de gráficos electrónicos utilizado en la producción de televisión. Llevado al mercado en la NAB en 1970, revolucionó la producción de televisión. La minicam fue desarrollada para su uso en las convenciones políticas nacionales en 1968. En 1971, se lanzó una técnica de codificación de 4 canales compatible con versiones anteriores para discos de vinilo, llamada SQ Quadraphonic, basada en el trabajo del músico Peter Scheiber y el ingeniero de los Laboratorios Benjamin B. Bauer. Ese mismo año, el científico de plantilla de los CBS Labs, Dennis Gabor, recibió el Premio Nobel en Física por su trabajo anterior sobre la holografía. Tras la jubilación de Peter Goldmark, también en 1971, el vicepresidente senior Renville H. McMann asumió el cargo de presidente de los Laboratorios.
CBS Laboratories se reorganizó en 1975. El Departamento de Productos Profesionales de CLD, que fabricaba los dispositivos ideados por los laboratorios para la venta a la industria de la radiodifusión, fue vendido a Thomson-CSF. McMann y algunos de los ingenieros de investigación involucrados en los productos existentes también fueron transferidos para apoyar el esfuerzo, aunque McMann regresó a los laboratorios algún tiempo después. La función principal de I+D de la empresa pasó a llamarse CBS Technology Center (CTC) y Bauer fue ascendido a vicepresidente y director general del CTC. En 1978, el sistema CBS Actiontrak se escindió de un proyecto de reducción de ruido digital.
En 1986 Laurence Tisch tomó el control de la CBS y cerró el CTC como parte de la racionalización de toda la empresa. Los dos edificios de High Ridge Road se demolieron y se vendió el terreno.

## Otros desarrollos
Durante sus casi 30 años de actividad en Stamford, se desarrollaron varias tecnologías en el laboratorio, que incluyen:
- Grabadora de voz de la nave espacial Gemini
- Medidor de sonoridad CBS y control de sonoridad
- CBS NetALERT, sistema de señalización de red de radiodifusión
- CBS DisComputer, sistema de masterización de registros
- Gulbransen Equinox 380, instrumento de teclado controlado por microprocesador
- Descarga interactiva de la interpretación de un teclado musical a través del sistema de compra en casa Venture One, utilizando una interfaz pre-MIDI .
- Sistema de masterización de velocidad media con Disco Electrónico de Capacitancia para el dispositivo CED "SelectaVision" RCA
- Sistema de reducción de ruido CX, para LP
- FMX, sistema de reducción de ruido FM
- Sonido impreso, un sistema para generar información audible a partir de una banda sonora impresa en papel[7]

## Premios Emmy
- 1970-1971: Corrector de color capaz de proporcionar uniformidad de color entre segmentos de imagen de televisión y escenas filmadas y grabadas en diferentes condiciones en diferentes momentos y ubicaciones.
- 1972-1973: Sistema de edición de cintas de video no lineal CMX 600 (desarrollado por CMX Systems, una empresa de CBS/Memorex) que utiliza una computadora para ayudar en el proceso de toma de decisiones, almacenar las decisiones de edición e implementarlas en el ensamblaje final de tomas
- 1974-1975: Sistema electrónico de recopilación de noticias
- 1977-1978: Reductor de ruido digital
- 1980-1981: Digital Electronic Still Store System, que hizo que el almacenamiento magnético y la transmisión electrónica de diapositivas de películas y gráficos fueran más fáciles de administrar y más fiables, con una alta calidad constante.
- 1988-1989: Sistema de edición de una sola cámara
- 1991-1992: Generación electrónica de caracteres para televisión (premio conjunto - AB Dick, CBS Laboratories y Chyron)
  - Tecnología de cámara de cable Triax (premio conjunto - CBS Laboratories y Philips)
- 1993: Mini terminal terrestre de despliegue rápido
- 2001-2002: Señal de prueba de barras de color de alineación para monitores de imagen de televisión